# Omar Shegewi
Omar Shegewi ou Sheghewi, em árabe: عمر الشغيوي ( ?  -  m. 1928), foi um líder do movimento de resistência líbio contra a colonização italiana.

## Vida
Nascido em Hun, na região do Fezã, foi casado com  Zuhra Ramdan Agha Al-Awji, uma pioneira da educação na Líbia. O casal teve três filhos: Mohammed Shegewi - que viria a ser ministro de assuntos exteriores do Reino da Líbia -, Hassan Shegewi e Idris Shegewi. 
Acusado de executar prisioneiros de guerra italianos, depois de castrá-los, Omar Shegewi foi enforcado em 1928, pelas forças italianas lideradas por Rodolfo Graziani.